# Ksienija Sobczak
Ksienija Anatoljewna Sobczak (ros. Ксе́ния Анато́льевна Собча́к, ur. 5 listopada 1981 w Leningradzie) – rosyjska prezenterka telewizyjna, dziennikarka, celebrytka, córka znanego rosyjskiego polityka Anatolija Sobczaka, mera Petersburga w latach 1991–1996 oraz rosyjskiej parlamentarzystki Ludmiły Narusowej.

## Życiorys
W dzieciństwie uczęszczała do szkoły baletowej przy Teatrze Maryjskim oraz szkoły artystycznej przy Ermitażu. W 1998 przeniosła się z Rosyjskiego Państwowego Uniwersytetu Pedagogicznego im. Hercena na wydział stosunków międzynarodowych na Petersburskim Uniwersytecie Państwowym. W 2001 wyjechała do Moskwy, gdzie otrzymała licencjat ze stosunków międzynarodowych na Moskiewskim Państwowym Instytucie Stosunków Międzynarodowych (MGIMO), a od 2002 studiowała tamże politologię.
Prowadziła szereg audycji telewizyjnych w kilku rosyjskich stacjach, w szczególności na Pierwym kanale, TNT i Muz-TV. Szeroko znana w Rosji z prowadzenia programu typu reality show pt. Dom-2. Wystąpiła w wielu rosyjskich filmach, m.in. pt. Złodzieje i prostytutki z 2004, który został oparty na historii z jej dzieciństwa. Jest także znana jako projektantka mody oraz dziennikarka radiowa i prasowa. Prowadzone przez nią (razem z Ksienią Sokołową) wywiady z osobami publicznymi ukazywały się m.in. w rosyjskiej edycji czasopisma GQ. Dzięki swojej popularności, a także pozycji swojego nieżyjącego już ojca, Sobczak posiada kontakty towarzyskie w znacznej części rosyjskiej elity polityczno-finansowej.
Sobczak wydała kilka książek poświęconych modzie i życiu rosyjskiej elity (w szczególności Стильные штучки Ксении Собчак, 2007; Как выйти замуж за олигарха, 2007 z Oksaną Robski; Маски, блески, бигуди. Азбука красоты, 2008; oraz Замуж за миллионера, или Брак высшего сорта, 2009 z Oksaną Robski).
W mediach zachodnich określana często jako „rosyjska Paris Hilton”. Wśród licznych głośnych historii z udziałem Sobczak wymienić można incydent z 28 grudnia 2008, gdy udało jej się, dzięki posiadanym znajomościom, wymusić na liniach lotniczych Aerofłot wymianę załogi w samolocie mającym lecieć do Nowego Jorku, bowiem kapitan zapowiadając rejs, wywołał u pasażerów wrażenie osoby pijanej, jednak protesty na pokładzie zadziałały dopiero, gdy Sobczak zadzwoniła do swoich wysoko postawionych znajomych.
Po demonstracjach antyputinowskich w Moskwie w 2012 r. Sobczak poparła ruchy demokratyczne, w efekcie czego straciła pracę w państwowej telewizji i odtąd występowała w niezależnej telewizji internetowej.
Jesienią 2017 r. ogłosiła swój start w wyborach prezydenckich, m.in. skrytykowała aneksję Krymu.